# Асуай
Асуай (ісп. Azuay) — провінція на південному заході Еквадору.

## Географія
Площа провінції становить 8 125 км², адміністративний центр — місто Куенка. Гори, розташовані у провінції, сягають 4500 м над рівнем моря у національному парку Кахас.
Через Асуай проходить панамериканське шосе. Окрім того, Куенка поєднується з Ґуаякілем та Кіто внутрішніми авіарейсами.

## Адміністративний поділ

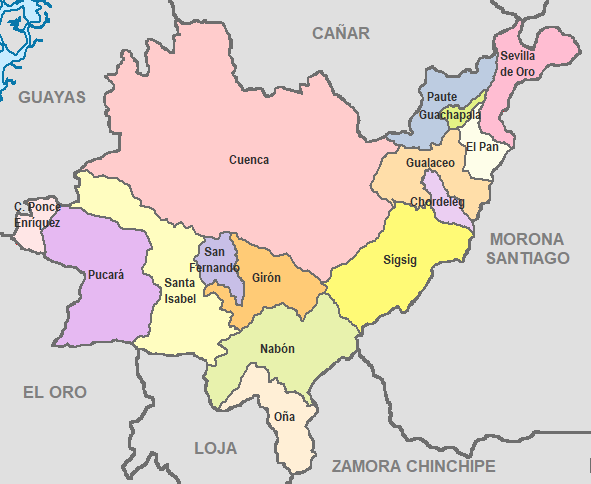
Кантони провінції Асуай

Провінція поділяється на 15 кантонів:
| №  | Прапор | Кантон                                       | Населення, осіб (2010) | Адміністративний центр                       |
| -- | ------ | -------------------------------------------- | ---------------------- | -------------------------------------------- |
| 1  |        | Каміло-Понсе-Енрікес (Camilo Ponce Enríquez) | 21 998                 | Каміло-Понсе-Енрікес (Camilo Ponce Enríquez) |
| 2  |        | Чорделег (Chordeleg)                         | 12 577                 | Чорделег (Chordeleg)                         |
| 3  |        | Куенка (Cuenca)                              | 505 585                | Куенка (Cuenca)                              |
| 4  |        | Ель-Пан (El Pan)                             | 3 036                  | Ель-Пан (El Pan)                             |
| 5  |        | Гірон (Girón)                                | 12 607                 | Гірон (Girón)                                |
| 6  |        | Гуачапала (Guachapala)                       | 3 409                  | Гуачапала (Guachapala)                       |
| 7  |        | Гуалакео (Gualaceo)                          | 42 709                 | Гуалакео (Gualaceo)                          |
| 8  |        | Набон (Nabón)                                | 15 892                 | Набон (Nabón)                                |
| 9  |        | Онья (Oña)                                   | 3 583                  | Онья (Oña)                                   |
| 10 |        | Пауте (Paute)                                | 25 494                 | Пауте (Paute)                                |
| 11 |        | Пукара (Pucará)                              | 10 052                 | Пукара (Pucará)                              |
| 12 |        | Сан-Фернандо (San Fernando)                  | 3 993                  | Сан-Фернандо (San Fernando)                  |
| 13 |        | Санта-Ісабель (Santa Isabel)                 | 18 393                 | Санта-Ісабель (Santa Isabel)                 |
| 14 |        | Севілья-де-Оро (Sevilla de Oro)              | 5 889                  | Севілья-де-Оро (Sevilla de Oro)              |
| 15 |        | Сігсіг (Sígsig)                              | 26 910                 | Сігсіг (Sígsig)                              |